# جون جوزيف كاميرون
جون جوزيف كاميرون (28 مايو 1882 - 12 ديسمبر 1954) (بالإنجليزية: John Joseph Cameron)‏ هو لاعب كريكت جامايكي.